# Aigues-Vives (Ariège)
 Aigues-Vives  es una población y comuna francesa, situada en la región de Occitania, departamento de Ariège, en el distrito de Pamiers y cantón de Mirepoix.

## Demografía
| 210 | 188 | 197 | 339 | 462 | 485 |
| Para los censos de 1962 a 1999 la población legal corresponde a la población sin duplicidades (Fuente: INSEE [Consultar]) |     |     |     |     |     |